# Виллер-ле-Рон
Вилле́р-ле-Рон (фр. Villers-le-Rond) — коммуна во французском департаменте Мёрт и Мозель региона Лотарингия. Относится к  кантону Лонгийон.

## География
Виллер-ле-Рон расположен в 65 км к северо-западу от Меца, в 100 км к северо-западу от Нанси и в 11 км к западу от Лонгийона. Соседние коммуны: Эпье-сюр-Шье на севере, Шаранси-Везен и Виллет на северо-востоке, Кольме на востоке, Пети-Фейи на юге, Сен-Жан-ле-Лонгийон на юго-западе, Флассиньи на северо-западе.
Находится в долине реки Шьер.

## Демография
Население коммуны на 2010 год составляло 95 человек.
| 1962 | 1968 | 1975 | 1982 | 1990 | 1999 | 2010 |
| ---- | ---- | ---- | ---- | ---- | ---- | ---- |
| 62   | 64   | 62   | 64   | 68   | 74   | 95   |

## Достопримечательности
- Фортифицированный дом-замок де Кюстин XVI-XVII веков.
- Фортифицированный дом де Воперснов XVI века.
- Церковь Сен-Дени, построена в XII веке, башня и придел XIII века. Достроена в середине XIV века, а также позже XV веке.